# Стара Ямська Слобода
Стара Я́мська Слобода́ (рос. Старая Ямская Слобода, ерз. Старая Ямская Слобода) — село у складі Темниковського району Мордовії, Росія. Входить до складу Пурдошанського сільського поселення.
Населення — 6 осіб (2010; 35 у 2002).
Національний склад (станом на 2002 рік):
- росіяни — 100 %